# Broomall
|  | Dieser Artikel wurde aufgrund von inhaltlichen Mängeln auf der Qualitätssicherungsseite des Projektes USA eingetragen. Hilf mit, die Qualität dieses Artikels auf ein akzeptables Niveau zu bringen, und beteilige dich an der Diskussion! Eine nähere Beschreibung der zu behebenden Mängel fehlt. |

Broomall ist ein Census-designated place (CDP) im Delaware County im Südosten Pennsylvanias, USA. In der Stadt leben 11.718 Einwohner (Stand: Volkszählung 2020) auf einer Fläche von 7,5 km², die komplett aus Land bestehen.

## Lage
Broomall liegt 16 km westlich von Philadelphia. Im Osten grenzt Broomall an Darby Creek. Broomall liegt im östlichen Teil von Marple Township, ist aber kein Teil davon. 

## Geschichte
Ursprünglich war Broomall eine kleine Siedlung an einer Straßenkreuzung, die sich um eine Poststation herum gebildet hatte. Diese Siedlung wurde nach John Martin Broomall, einem Kongressabgeordneten aus dem 19. Jahrhundert aus dieser Region, benannt.
Das im Ort befindliche Thomas Massey House ist im National Register of Historic Places eingetragen. 

## Verkehr
Im Norden wird die Stadt von der Pennsylvania Route 3 (West Chester Pike) tangiert.
Die in Nord-Süd-Richtung verlaufende Pennsylvania Route 320 (Sproul Road) ist eine der Hauptstraßen von Broomall. 

## Persönlichkeiten
- Natasha Cloud (* 1992), Basketballspielerin